# 多元文化電視台
多元文化電視台（英語：OMNI Television）是加拿大一家私營多元文化電視頻道，為羅渣士傳媒集團成員。OMNI分別於安大略省多倫多、卑詩省溫哥華以及亞伯達省愛民頓和卡加利設有五間直屬地區分台。OMNI的節目陣容涵蓋多種不同語言，包括粵語、普通話、旁遮普語、意大利語和葡萄牙語等，部分時段亦以英語廣播，具體節目編排隨地區而異。
英文名稱中的「OMNI」通常以大寫字母顯示，但並非首字母縮略字。「Omni」一詞是拉丁語前綴，意為「所有的」，反映該台以服務所有族裔和背景的加拿大人為宗旨。

## 歷史

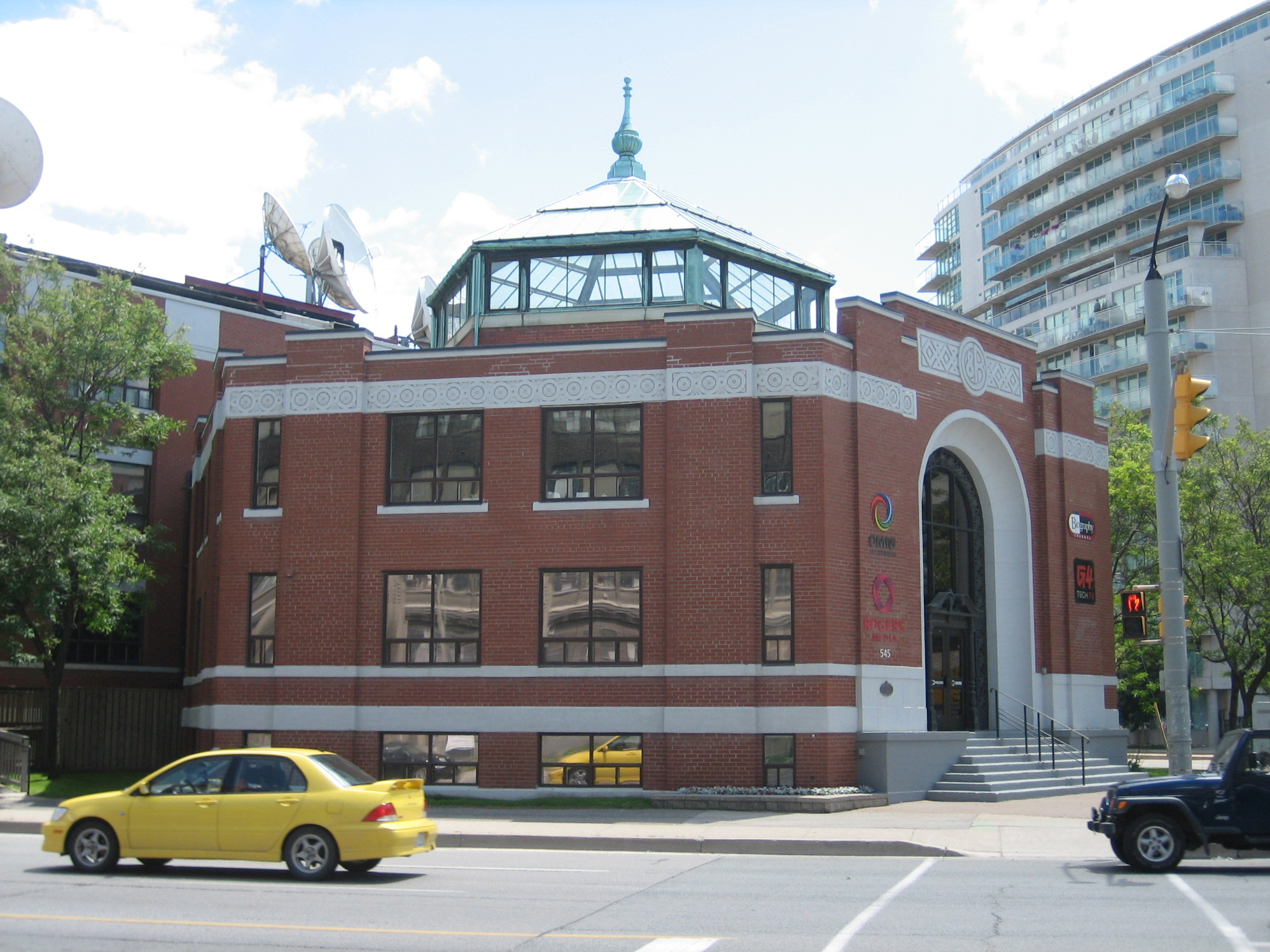
位於多倫多湖濱大道的前CFMT/CJMT廣播大樓（545 Lake Shore Boulevard West）

### 起源
OMNI的首條頻道是多倫多的CFMT。該台於1979年9月3日啓播，由意大利裔商人Dan Iannuzzi創辦，是加拿大首家以地面廣播的免費多元文化頻道，這也是「CFMT」這一組呼號的解釋（Canada's First Multicultural Television）。CFMT後來陷入財務問題，並於1986年被羅渣士收購。另一方面，CFMT曾於1985年向加拿大視訊委員會（CRTC）申請建立一個全國性多元文化電視網絡，但由於其財務狀況欠佳而於翌年被CRTC否決。
羅渣士其後亦分別於1996年和1999年向CRTC申請於溫哥華創辦一條運作模式類似CFMT的免費多元文化頻道，但均告失敗。羅渣士再於2001年競投此牌照，這次卻敗於溫哥華本地財團Multivan，而後者的多元視野電視台（Channel M）則於2003年啓播。
雖然失意溫哥華，但羅渣士卻於2002年獲CRTC批准在多倫多設立第二條免費多元文化頻道，取呼號CJMT。羅渣士同時亦將CFMT和CJMT分別定名為「OMNI.1」和「OMNI.2」，組成OMNI電視台，標誌着「OMNI」品牌的開始。OMNI.2啓播後，CFMT原有的非裔及亞裔語言節目（包括粵語新聞）調往OMNI.2播放，而更名後的OMNI.1則主要播放歐裔及加勒比裔社群的節目。此外，兩者都播放一定數目的英語節目，包括肥皂劇《大城多故事》。
羅渣士其後於2005年從 Trinity Television 收購兩條宗教性質頻道，分別為卑詩省大溫哥華地區的CHNU和緬尼托巴省溫尼伯的CIIT（後者在收購後才於2006年2月6日啓播）。羅渣士接管該兩台後，將之分別更名為「OMNI.10」和「OMNI.11」（名稱中的數字代表該台的有綫頻道號），令到「OMNI」這個品牌同時覆蓋多元文化廣播和宗教性質廣播。綜使多元文化頻道及宗教性質頻道的運作模式有一定程度上的分別，兩者有時仍然可以播放相同性質的節目。例如，OMNI.10也有播出非宗教性的節目，主要是闔家歡性質的處境喜劇（如《人人都爱雷蒙德》）；同一些處境劇亦有在OMNI.1及OMNI.2播出。此外，OMNI.1及OMNI.2亦有間中播放宗教性節目。

### 擴展
Multivan與羅渣士於2006年再度交鋒，爭奪亞伯達省愛民頓和卡加利的多元文化電視台牌照；CRTC於2007年6月8日宣佈羅渣士成功投得該兩個牌照。經此一役後，Multivan有感其競爭力被大幅削弱，因此於7月7日宣佈將Channel M售予羅渣士。
與此同時，羅渣士亦準備收購英語電視網絡Citytv，但由於Citytv溫哥華與溫尼伯分台的訊號與OMNI的宗教頻道（OMNI.10和OMNI.11）重曡，而兩者亦主要以英語廣播，集團若同時於兩地持有此兩條頻道會抵觸CRTC的政策，因此羅渣士於2007年11月6日宣佈將OMNI.10和OMNI.11售予一家名為「S-VOX」的非牟利機構。雖然OMNI和Channel M亦於多倫多、卡加利、愛民頓和溫哥華與Citytv出現訊號重曡，但兩者的主要服務對象有所分別，羅渣士於這些城市同時持有多元文化頻道和英語主流頻道並不抵觸CRTC的政策，集團因此無需出售這些城市的Citytv或OMNI分台。
以上兩項交易於2008年3月31日獲CRTC批准，而羅渣士亦於同年4月30日接管Channel M。OMNI.10和OMNI.11分別於2007年10月31日和2008年7月更名為「CHNU 10」和「CIIT 11」，而Channel M亦於2008年9月1日更名為OMNI BC。OMNI的亞伯達省分台（呼號CJEO和CJCO）則於2008年9月15日啓播。經過此一系列交易後，OMNI已純粹定位為多元文化廣播系統，不再兼顧宗教性質廣播，並覆蓋加拿大除蒙特婁外的數個主要城市。
為了擴展旗下的Citytv品牌，羅渣士於2012年5月3日宣佈收購位於蒙特婁的免費多元文化頻道Metro 14（呼號CJNT），並將之轉型成該市的Citytv分台。雙方亦同意在交易獲CRTC批准前，Metro 14從2012年6月4日起率先以聯播分台身份播放Citytv的節目。同時，為了迎合Metro 14的多元文化頻道牌照條款，該台從當日起亦開始播放部分OMNI節目，包括從多倫多和溫哥華製作的新聞節目。及後因CRTC在該市發出新的多元文化頻道牌照並同時批准CJNT轉以全英語廣播，羅渣士決定於2013年2月起停止於CJNT播放多元文化節目，並表示會給予新頻道一定數量的多元文化節目。

## 新聞節目
OMNI曾以粵語、普通話（國語）和旁遮普語製作全國新聞節目，並於多倫多和溫哥華以數種語言製作地區新聞節目。亞伯達省OMNI也曾於2008年啓播後製作地區新聞節目，但於2011年取消。無論新聞報道是以哪一種語言製作，人名列和主播肩膊旁信息框等皆以英文顯示。
OMNI於粵語新聞環節播放的中港台及部分亞洲地區的片段是由亞視新聞提供。普通話新聞環節方面，除香港新聞的片段是由亞視新聞提供外，中國新聞以及台灣新聞則分別由中國中央電視台和台灣宏觀電視提供，而體育環節的部分北美賽事片段則由姊妹台羅渣士體育網提供。

### 全國新聞
OMNI於2011年11月7日起，進行新聞部改組，並增設三節全國新聞報道。粵語和普通話全國新聞從多倫多新聞部製作，而旁遮普語全國新聞則從溫哥華新聞部製作。
2013年1月20日，起OMNI因資金短缺而取消葡語新聞、普通話和粵語周一至周五的全國新聞，同時縮減及重新調整其他的新聞節目時間。但於2013年5月30日，羅渣士再以「資源重整」為現由，再次向OMNI新聞部開刀，關閉亞省新聞部及停播英語南亞版新聞。消息指總共有39名OMNI的員工被裁。而周未國語新聞於宣佈節目。
2014年4月7日，羅渣士把多倫多多元二台的華語新聞時段分拆，增設一節於多倫多製作，跟卑詩分台同步播放的粵語、普通話「晚間新聞」節目，報導方式與早前全國新聞類似，變相恢復華語全國新聞時段。同時亞省分台不再依賴卑詩分台的新聞，改為延播安省節目。
2015年5月7日，羅渣士再因資金短缺而決定將OMNI電視台跟姐妹台City電視台的製作部合併並同時裁員110人。全線OMNI新聞亦於即日停播，原來的晚間新聞時段於5月11日起改為播放一尊註新聞的節目（節目於多倫多及亞省製作及新聞播放的版本稱為《聚焦多倫多》，而於溫哥華改為播放一系列由OMNI製作及播放的版本則稱為《OMNI焦點追擊》）。另外，一以報導南亞娛樂消息為主的節目亦同時宣布停播。
作為2017年推出Omni Regional的一部分，羅渣士恢復了粵語、義大利語、普通話和旁遮普語的半小時全國新聞廣播。 2020年9月，新增阿拉伯語和菲律賓新聞廣播。
同時，羅渣士將 Omni 新中文新聞廣播的製作工作轉包給新时代集团，該集團擁有新时代电视和城市电视两个华语电视頻道。Unifor和社區團體質疑這項安排是否符合Omni Regional 的CRTC許可，該許可規定該服務將以多種語言「製作和廣播」半小時的全國新聞廣播，但不清楚這些新聞是否必須由被許可人自己製作。他們也對新时代电视的新聞報道歷來偏向保守表示擔憂。羅傑斯辯稱說，這種合作關係符合許可規定，並表示他們對這些節目擁有編輯控制權。 Unifor 表示將就該協議向 CRTC 提出投訴。CRTC 於 2018 年 4 月駁回了投诉，裁定「生產」的廣義定義允許分包，而羅渣士的編輯控制（包括對新时代电视自有頻道上的新聞廣播內容共享的限制）足以不減少聲音的多樣性。
| 語言     | 主播                                    | 首播時段（當地時間）     |
| -------- | --------------------------------------- | ------------------------ |
| 粵語     | 新聞主播：許展恒、馮錦禮、覃潔真        | 週一至週日晚上8:00至8:30 |
| 普通話   | 新聞主播：王一晗、李諾、趙寧、覃潔真    | 週一至週日晚上9:00至9:30 |
| 旁遮普語 | 新聞主播：扎斯迪普·華拉（Jasdip Wahla） | 週一至週日晚上7:00至7:30 |

### 多倫多

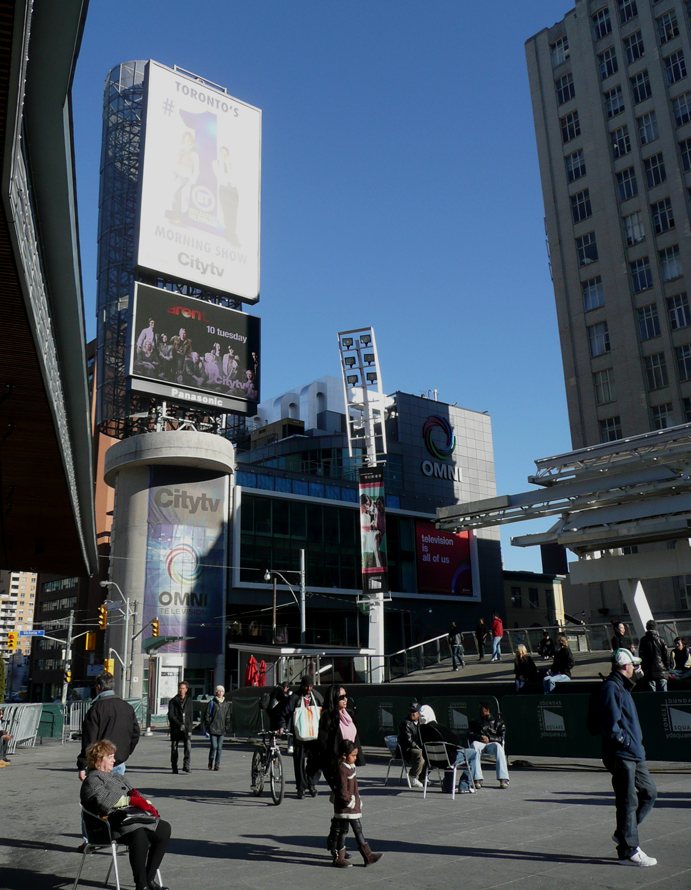
OMNI.1和OMNI.2於2009年遷入多倫多市中心央-登打士廣場旁的登打士東街33號廣播大樓

多倫多兩條OMNI頻道製作的地區新聞節目詳列如下：
| 語言     | 主播／記者                                                               | 首播時段                  | 播放頻道         |
| -------- | ------------------------------------------------------------------------ | ------------------------- | ---------------- |
| 意大利語 | 新聞主播：Vincenzo Somma 體育主播：Dino Cavalluzzo 娛樂主持：Imma Romano | 週一至週五晚上8:00至8:30  | OMNI.1           |
| 粵語     | 新聞主播：李立本 記者：尹國強、陳善宜                                    | 週一至週五晚上8:30至9:00  | OMNI.2、亞伯達省 |
| 普通話   | 新聞主播：李维 記者：王翔，楊捷                                          | 週一至週五晚上9:30至10:00 | OMNI.2、亞伯達省 |

### 溫哥華
卑詩省OMNI現時自製粵語、普通話和旁遮普語新聞節目，過去亦曾經以該三種語言製作現場討論節目。
| 語言     | 主播／記者                                    | 首播時段                  |
| -------- | --------------------------------------------- | ------------------------- |
| 旁遮普語 | 新聞主播：扎斯迪普·華拉（Jasdip Wahla）       | 週一至週五晚上8:30至9:00  |
| 粵語     | 新聞主播：蘇加欣 記者：羅穎心、鄧永璋、陳瑞欣 | 週一至週五晚上9:00至9:30  |
| 普通話   | 新聞主播：張博 王航 顾泉 記者：吳瑾、宋娜     | 週一至週五晚上9:30至10:00 |

### 其他地區
亞伯達省OMNI過去曾從愛民頓新聞中心自製粵語、國語和英語（南亞版）新聞節目，於愛民頓和卡加利同步播放，並於兩市駐有新聞團隊採訪地區新聞，但已於2011年取消。現時該台播放從多倫多製作粵語、國語和旁遮普語新聞，以及從多倫多製作的英語南亞新聞。
蒙特婁的多元文化頻道CJNT從2012年6月4日起播放OMNI的全國版粵語、國語和旁遮普語新聞，以及從多倫多製作的意大利語和葡萄牙語新聞。後來因需增播Citytv的節目，CJNT從2012年9月3日起只維持播放國語及意大利語的新聞直到2013年2月4日。

### 網上新聞
OMNI網站現時亦有提供網上回顧新聞。多倫多分台於網上提供濃縮版新聞報道，由OMNI或友台採訪的本地新聞及獲通訊社允許於網上播放的國際新聞片段剪輯而成。卑詩省分台則逐則新聞上載至網站。

### 新聞音樂
CFMT於2000年代初使用的新聞音樂名為「News Source」，由Gari Communications提供。CJMT於2002年啓播後亦使用相同音樂。兩台於2004年改用由Steve D'Angelo作曲的新主題音樂，並沿用至今（期間曾作小修改）。亞省分台於2008年啓播後亦使用此音樂。
Channel M於2003年啓播時使用的音樂由James Bowers提供，於2008年加盟OMNI後則轉用由Steve D'Angelo作曲的音樂。

## 地區分台
| 地區            | 名稱          | 呼號 | 無綫 頻道號1 | 有綫 頻道號 | 啟播年份 | 加入OMNI年份 | 備註                                                  |
| --------------- | ------------- | ---- | ------------ | ----------- | -------- | ------------ | ----------------------------------------------------- |
| 安大略省 多倫多 | OMNI.1        | CFMT | 47.1（47）   | 4           | 1979年   | 2002年       | 於渥太華及倫敦市設有轉播站                            |
| 安大略省 多倫多 | OMNI.2        | CJMT | 69.1（51）   | 14          | 2002年   | 2002年       | 於渥太華及倫敦市設有轉播站                            |
| 卑詩省 溫哥華   | OMNI BC       | CHNM | 42.1（20）   | 8           | 2003年   | 2008年       | 於維多利亞市設有轉播站                                |
| 亞伯達省 卡加利 | OMNI Calgary  | CJCO | 38.1（38）   | 4           | 2008年   | 2008年       | 通常統稱為"OMNI Alberta" （因除廣告外，兩台同步播放） |
| 亞伯達省 愛民頓 | OMNI Edmonton | CJEO | 56.1（44）   | 11          | 2008年   | 2008年       | 通常統稱為"OMNI Alberta" （因除廣告外，兩台同步播放） |

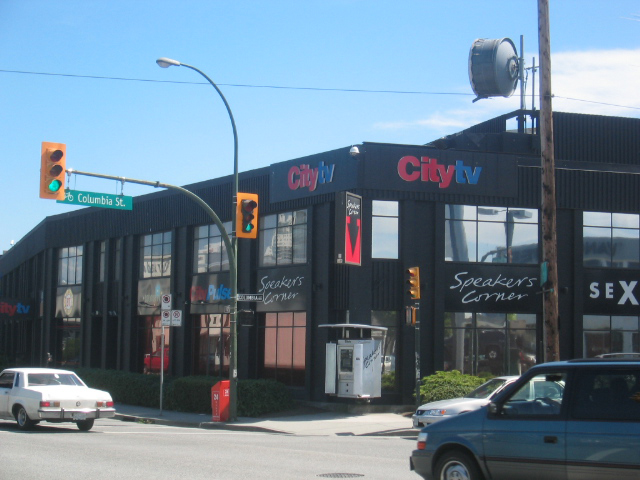
OMNI BC於2010年遷進姊妹台Citytv溫哥華分台的廣播大樓

1 第一個數字是數碼接收器顯示的頻道號碼（與模擬訊號停播前的頻道號碼相同），第二個數字則是數碼訊號的實際頻道號碼。

## 外部連結
- OMNI官方網頁（页面存档备份，存于）
  - 安省分台網頁（页面存档备份，存于）
  - 卑詩省分台網頁
  - 亞省分台網頁